# Sweet Talker
Sweet Talker é o terceiro álbum de estúdio da cantora britânica Jessie J, lançado a 10 de Outubro de 2014 através da Republic Records.

## Antecedentes
Depois do lançamento do seu segundo álbum de estúdio Alive, a artista anunciou que a sua versão norte-americana seria adiada por decisão da editora discográfica. As gravações do novo material contaram com a presença de Pharrell Williams. Posteriormente, a cantora revelou que estava a mudar-se para os Estados Unidos em 2014, na tentativa de fazer sucesso no mercado musical do país. Depois de desistir da ideia de lançar uma versão norte-americana de Alive, Jessie J confirmou que um novo álbum seria lançado a nível mundial e que contaria com a produção de Max Martin, Ammo, Williams, entre outros.

## Promoção
As canções "Ain't Been Done", "Keep Us Together", "Sweet Talker" e "You Don't Really Know Me" foram interpretadas ao vivo pela primeira vez durante o Rock in Rio Lisboa, em Portugal, a 1 de Junho de 2014.

## Alinhamento de faixas
| N.º            | Título                                        | Compositor(es) | Produtor(es)                   | Duração |  |
| 1.             | "Ain't Been Done"                             | David Gamson, Emily Warren, Scott Harris                                                                                              | Gamson                         | 3:00    |  |
| 2.             | "Burnin' Up" (com 2 Chainz)                   | Andreas Schuller, Eric Frederic, Chloe Angelides, Jacob Kasher Hindlin, Rickard Göransson, Gamal Lewis, Tauheed Epps, Jessica Cornish | Axident, Ricky Reed            | 3:40    |  |
| 3.             | "Sweet Talker"                                | Alessia DeGasperis Brigante, Yonatan Ayal, Cornish, Maxime Picard, Clément Picard, Thomas Pentz, James Somani                         | Diplo, The Picard Brothers     | 3:42    |  |
| 4.             | "Bang Bang" (com Ariana Grande e Nicki Minaj) | Max Martin, Göransson, Savan Kotecha, Onika Maraj                                                                                     | Martin, Göransson, Ilya        | 3:19    |  |
| 5.             | "Fire"                                        | Steve Booker, John Newman | Booker                         | 3:56    |  |
| 6.             | "Personal"                                    | Elle Varner, Jenna Andrews, William Wiik Larsen                                                                                       | Will IDAP                      | 3:54    |  |
| 7.             | "Masterpiece"                                 | Josh Alexander, Britt Burton, Warren                                                                                                  | Alexander                      | 3:40    |  |
| 8.             | "Seal Me with a Kiss" (com De La Soul)        | Andrew Wansel, Warren Felder, George Clinton, Philippé Wynne, Kelvin Mercer, Dave Jolicoeur, Cornish                                  | @PopWansel                     | 3:53    |  |
| 9.             | "Said Too Much"                               | Jonas Jeberg, Sean Douglas, Jason Evigan, Cornish                                                                                     | Jeberg                         | 3:34    |  |
| 10.            | "Loud" (com Lindsey Stirling)                 | Terius Nash, Christopher "Tricky" Stewart                                                                                             | Godz of Analog, Nash, Stewart  | 4:33    |  |
| 11.            | "Keep Us Together"                            | Louis Biancaniello, Amber "Sevyn" Streeter, Stepan Taft, Cory Rooney, Ryan Vojtesak                                                   | Biancaniello, Lifted, Vojtesak | 3:49    |  |
| 12.            | "Get Away"                                    | Steve Mac, Wayne Hector, Cornish | Mac, Kuk Harrell               | 3:50    |  |
| Duração total: | Duração total:                                | Duração total: | Duração total:                 | 44:50   |  |

| Faixas bónus da edição deluxe |                            |                                                                                  |                    |         |  |
| N.º                           | Título                     | Compositor(es)                                                                   | Produtor(es)       | Duração |  |
| 13.                           | "Your Loss I'm Found"      | Cornish, Hidde Huijsman, Massimo Cacciapuoti, Kuk Harrell, Michel van der Zanden | The DFRNS, Harrell | 3:37    |  |
| 14.                           | "Strip"                    | Cornish, Joshua Coleman, Claude Kelly                                            | Ammo               | 3:33    |  |
| 15.                           | "You Don't Really Know Me" | Cornish, Lewis Allen                                                             | Harrell            | 3:55    |  |
| Duração total:                | Duração total:             | Duração total:                                                                   | Duração total:     | 55:55   |  |

## Desempenho nas tabelas musicais

### Posições
| Tabela musical (2014)              | Melhor posição |
| ---------------------------------- | -------------- |
| Alemanha - Offizielle Top 100      | 25             |
| Austrália - ARIA Albums Chart      | 14             |
| Bélgica - Ultratop 50 (Flandres)   | 22             |
| Bélgica - Ultratop 50 (Valónia)    | 42             |
| Canadá - Canadian Albums           | 16             |
| Croácia - Toplista                 | 7              |
| Coreia do Sul - Gaon Album Chart   | 70             |
| Dinamarca - Hitlisten              | 26             |
| Escócia - Scottish Albums Chart    | 6              |
| Espanha - PROMUSICAE               | 20             |
| Estados Unidos - Billboard 200     | 10             |
| França - SNEP                      | 131            |
| Irlanda - Top 100 Artist Album     | 11             |
| Itália - FIMI                      | 33             |
| Noruega - VG-lista                 | 15             |
| Nova Zelândia - NZ Top 40 Albums   | 13             |
| Países Baixos - Mega Album Top 100 | 19             |
| Portugal - Top 30 Artistas         | 30             |
| Reino Unido - UK Albums Chart      | 5              |
| Suécia - Sverigetopplistan         | 19             |
| Suíça - Schweizer Hitparade        | 12             |

## Histórico de lançamento
| País           | Data                  | Formato              | Editora discográfica |
| -------------- | --------------------- | -------------------- | -------------------- |
| Alemanha       | 10 de Outubro de 2014 | CD, descarga digital | Republic             |
| Itália         | 13 de Outubro de 2014 | CD, descarga digital | Universal Music      |
| Portugal       | 13 de Outubro de 2014 | CD, descarga digital | Universal Music      |
| Reino Unido    | 13 de Outubro de 2014 | CD, descarga digital | Universal Music      |
| Espanha        | 14 de Outubro de 2014 | CD, descarga digital | Universal Music      |
| Estados Unidos | 14 de Outubro de 2014 | CD, descarga digital | Republic             |